# U-Bahnhof Bela Vista

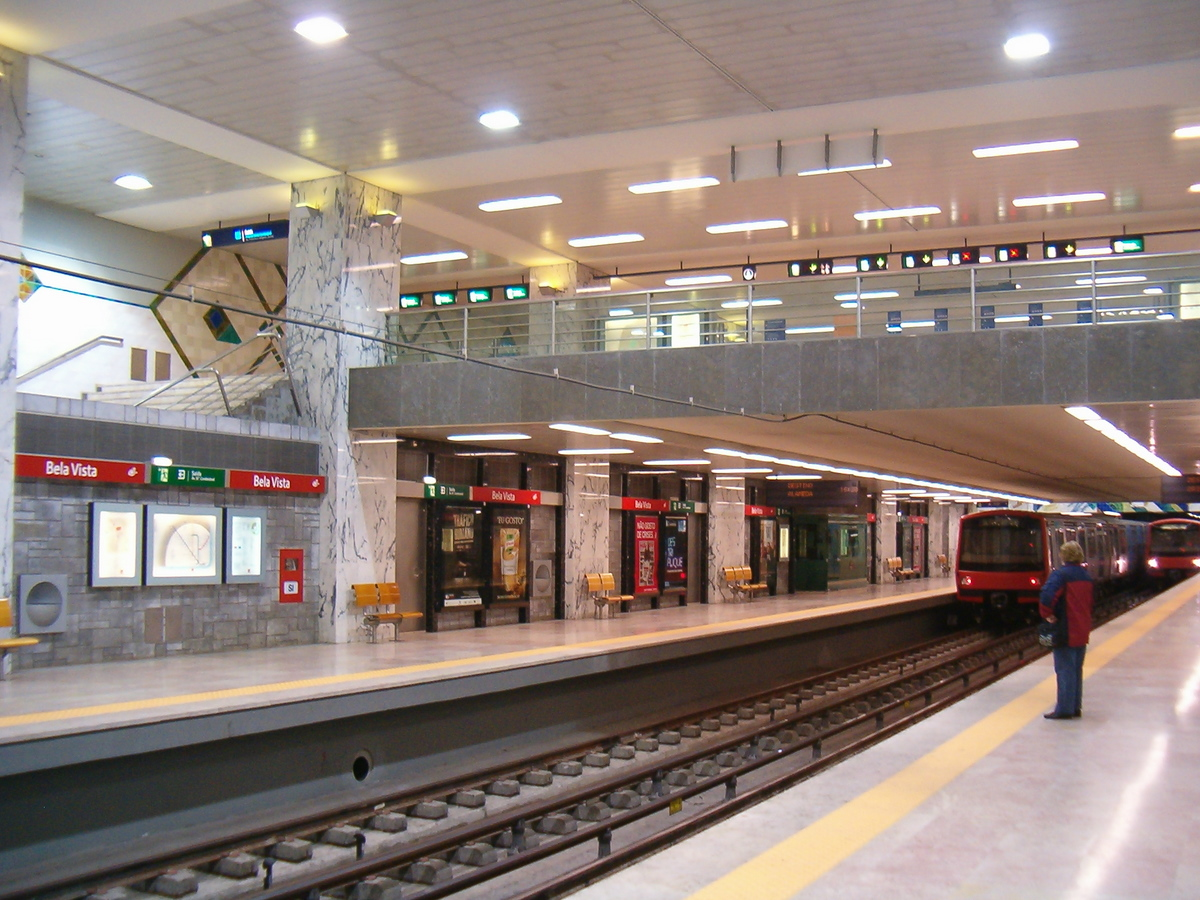
U-Bahnhof Bela Vista

Bela Vista ist ein U-Bahnhof der Linha Vermelha der Metro Lissabon, des U-Bahn-Netzes der portugiesischen Hauptstadt. Der Bahnhof befindet sich unter den Straßen Avenida Dr. Teixeira da Mota und Avenida do Santo Condestável in der Lissabonner Stadtgemeinde Marvila. Die Nachbarbahnhöfe sind Olaias und Chelas; der Bahnhof ging am 19. Mai 1998 in Betrieb.

## Geschichte
Der U-Bahnhof Bela Vista gehört zur 1998 komplett neu gebauten Linha Vermelha zwischen Alameda und Oriente, die anlässlich der Weltausstellung 1998 im heutigen Parque das Nações stattfand. Der Bahnhof ging am 19. Mai 1998 in Betrieb.
Für die Bahnhofskonzeption zeichnete Paulo Brito da Silva verantwortlich, dessen Entwurf sich stark am üblichen Lissabonner Metrobahnhof orientierte. Der Bahnhof besitzt zwei 105 Meter lange Seitenbahnsteige. In der Mitte der Halle befindet sich ein als Querriegel eingeschobenes Zwischengeschoss, von dort aus führen jeweils Ausgänge in Richtung Norden und Osten. Der Bahnhof erhielt ebenso drei Aufzugsanlagen. Die Ausgestaltung des Bahnhofes übernahm Querubim Lapa, portugiesischer Maler und Keramiker. Lapa entwarf verschiedene Fliesenmuster an den Bahnsteigwänden sowie zwei große Fliesengemälde für das Zwischengeschoss. Sie zeigen oft geometrische Formen im Rahmen der abstrakten Kunst. Dabei bricht Lapa jedoch mit der üblichen Azulejotradition, verwendet er doch 20 × 20 Zentimeter große Fliesen, die kleiner als die üblichen sind.
Bekannt ist der U-Bahnhof vor allem durch seine Nähe zum Parque da Bela Vista (auch Quinta da Bela Vista genannt), in dem regelmäßig große Open-Air-Konzerte (beispielsweise Rock in Rio) stattfinden. Anlässlich dessen gibt es regelmäßige nächtliche Sonderfahrten für die Konzertgäste.

## Verlauf
Am U-Bahnhof bestehen Umsteigemöglichkeiten zu den Buslinien der Carris.
| Linie | Verlauf |
| ----- | --- |
|       | Aeroporto – Encarnação – Moscavide – Oriente – Cabo Ruivo – Olivais – Chelas – Bela Vista – Olaias – Alameda – Saldanha – São Sebastião |